# Hillerslev Herred

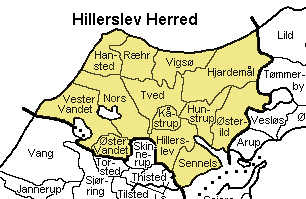
Hillerslev Herred

Hillerslev Herred was een herred in het voormalige Thisted Amt in Denemarken.Bij de gemeentelijke herindeling van 1970 werd het deel van de provincie Noord-Jutland. Tegenwoordig maakt het gebied deel uit van regio Noord-Jutland.
Hillerslev bestaat uit 14 parochies. Alle parochies maken deel uit van het bisdom Aalborg.
- Hansted
- Hillerslev
- Hjardemål
- Hunstrup
- Klitmøller
- Kåstrup
- Nors
- Ræhr
- Sennels
- Tved
- Vester Vandet
- Vigsø
- Østre Vandet
- Østerild